# Campionato mondiale di enduro 2008
Il Campionato mondiale di enduro 2008, diciannovesima edizione dalla sua istituzione, ha avuto inizio il 15 marzo e si è conclusa il 12 settembre dopo 8 prove.

## Sistema di punteggio e legenda
| Pos.  | 1  | 2  | 3  | 4  | 5  | 6  | 7  | 8  | 9  | 10 | 11 | 12 | 13 | 14 | 15 | 16 | 17 | 18 | 19 | 20 | 21 > |
| ----- | -- | -- | -- | -- | -- | -- | -- | -- | -- | -- | -- | -- | -- | -- | -- | -- | -- | -- | -- | -- | ---- |
| Punti | 25 | 22 | 20 | 18 | 16 | 15 | 14 | 13 | 12 | 11 | 10 | 9  | 8  | 7  | 6  | 5  | 4  | 3  | 2  | 1  | 0    |

## E1

### Calendario
| Prova | Data            | Gran Premio                  | Località       | Vincitore gara 1 | Vincitore gara 2 |
| ----- | --------------- | ---------------------------- | -------------- | ---------------- | ---------------- |
| 1     | 15-16 marzo     | Gran Premio di Svezia        | Östersund      | Mika Ahola       | Mika Ahola       |
| 2     | 29-30 marzo     | Gran Premio del Portogallo   | Vale de Cambra | Simone Albergoni | Iván Cervantes   |
| 3     | 5-6 aprile      | Gran Premio di Spagna        | Sitges         | Mika Ahola       | Mika Ahola       |
| 4     | 14-15 giugno    | Gran Premio della Polonia    | Kwidzyn        | Iván Cervantes   | Iván Cervantes   |
| 5     | 19-20 luglio    | Gran Premio di Gran Bretagna | Llanidloes     | Marc Germain     | Mika Ahola       |
| 6     | 26-27 giugno    | Gran Premio di Francia       | Uzerche        | Iván Cervantes   | Iván Cervantes   |
| 7     | 27-28 settembre | Gran Premio d'Italia         | Piediluco      | Mika Ahola       | Mika Ahola       |
| 8     | 11-12 ottobre   | Gran Premio di Francia       | Mende          | Mika Ahola       | Mika Ahola       |

### Classifiche finali

#### Piloti
| Pos. | Pilota             | Moto     | Punti |
| ---- | ------------------ | -------- | ----- |
| 1    | Mika Ahola         | HM Honda | 264   |
| 2    | Iván Cervantes     | KTM      | 190   |
| 3    | Simone Albergoni   | Yamaha   | 185   |
| 4    | Marc Germain       | Yamaha   | 177   |
| 5    | Maurizio Micheluz  | Yamaha   | 136   |
| 6    | Cristobal Guerrero | Yamaha   | 133   |
| 7    | Eero Remes         | KTM      | 112   |
| 8    | Tom Sagar          | KTM      | 110   |
| 9    | Mike Hartmann      | KTM      | 97    |
| 10   | Jordan Curvalle    | Suzuki   | 92    |

#### Costruttori
| Pos. | Costruttore | Punti |
| ---- | ----------- | ----- |
| 1    | HM Honda    | 375   |
| 2    | KTM         | 351   |
| 3    | Yamaha      | 338   |
| 4    | Husqvarna   | 198   |
| 5    | Suzuki      | 141   |
| 6    | TM          | 102   |
| 7    | Kawasaki    | 29    |
| 8    | Sherco      | 12    |
| 9    | Honda       | 9     |

## E2

### Calendario
| Prova | Data            | Gran Premio                  | Località       | Vincitore gara 1 | Vincitore gara 2 |
| ----- | --------------- | ---------------------------- | -------------- | ---------------- | ---------------- |
| 1     | 15-16 marzo     | Gran Premio di Svezia        | Östersund      | Joakim Ljunggren | Juha Salminen    |
| 2     | 29-30 marzo     | Gran Premio del Portogallo   | Vale de Cambra | Johnny Aubert    | Juha Salminen    |
| 3     | 5-6 aprile      | Gran Premio di Spagna        | Sitges         | Johnny Aubert    | Johnny Aubert    |
| 4     | 14-15 giugno    | Gran Premio della Polonia    | Kwidzyn        | Juha Salminen    | Juha Salminen    |
| 5     | 19-20 luglio    | Gran Premio di Gran Bretagna | Llanidloes     | Juha Salminen    | Johnny Aubert    |
| 6     | 26-27 giugno    | Gran Premio di Francia       | Uzerche        | Michael Pichon   | Juha Salminen    |
| 7     | 27-28 settembre | Gran Premio d'Italia         | Piediluco      | Johnny Aubert    | Juha Salminen    |
| 8     | 11-12 ottobre   | Gran Premio di Francia       | Mende          | Juha Salminen    | Juha Salminen    |

### Classifiche finali

#### Piloti
| Pos. | Pilota               | Moto      | Punti |
| ---- | -------------------- | --------- | ----- |
| 1    | Johnny Aubert        | Yamaha    | 361   |
| 2    | Juha Salminen        | KTM       | 353   |
| 3    | Alessandro Belometti | KTM       | 259   |
| 4    | Rodrig Thain         | TM        | 226   |
| 5    | Antoine Meo          | Husqvarna | 222   |
| 6    | Joakim Ljunggren     | Husaberg  | 217   |
| 7    | Fabrizio Dini        | Yamaha    | 196   |
| 8    | Nicolas Paganon      | Aprilia   | 173   |
| 9    | Fabio Mossini        | HM Honda  | 147   |
| 10   | Simo Kirssi          | BMW       | 139   |

#### Costruttori
| Pos. | Costruttore | Punti |
| ---- | ----------- | ----- |
| 1    | KTM         | 378   |
| 2    | Yamaha      | 361   |
| 3    | Husqvarna   | 248   |
| 4    | Husaberg    | 243   |
| 5    | TM          | 226   |
| 6    | HM Honda    | 214   |
| 7    | Aprilia     | 173   |
| 8    | Gas Gas     | 134   |
| 9    | Beta        | 66    |
| 10   | Suzuki      | 62    |

## E3

### Calendario
| Prova | Data            | Gran Premio                  | Località       | Vincitore gara 1    | Vincitore gara 2    |
| ----- | --------------- | ---------------------------- | -------------- | ------------------- | ------------------- |
| 1     | 15-16 marzo     | Gran Premio di Svezia        | Östersund      | Samuli Aro          | Samuli Aro          |
| 2     | 29-30 marzo     | Gran Premio del Portogallo   | Vale de Cambra | Samuli Aro          | Christophe Nambotin |
| 3     | 5-6 aprile      | Gran Premio di Spagna        | Sitges         | Samuli Aro          | Samuli Aro          |
| 4     | 14-15 giugno    | Gran Premio della Polonia    | Kwidzyn        | Sebastien Guillaume | Marko Tarkkala      |
| 5     | 19-20 luglio    | Gran Premio di Gran Bretagna | Llanidloes     | Christophe Nambotin | Sebastien Guillaume |
| 6     | 26-27 giugno    | Gran Premio di Francia       | Uzerche        | Christophe Nambotin | Sebastien Guillaume |
| 7     | 27-28 settembre | Gran Premio d'Italia         | Piediluco      | Stefan Merriman     | Stefan Merriman     |
| 8     | 11-12 ottobre   | Gran Premio di Francia       | Mende          | Marko Tarkkala      | Stefan Merriman     |

### Classifiche finali

#### Piloti
| Pos. | Pilota              | Moto      | Punti |
| ---- | ------------------- | --------- | ----- |
| 1    | Samuli Aro          | KTM       | 328   |
| 2    | Marko Tarkkala      | KTM       | 317   |
| 3    | Sebastien Guillaume | Husqvarna | 298   |
| 4    | Christophe Nambotin | Gas Gas   | 297   |
| 5    | Stefan Merriman     | Aprilia   | 246   |
| 6    | Marcus Kehr         | KTM       | 233   |
| 7    | Bjorne Carlsson     | Husaberg  | 189   |
| 8    | Xavier Galindo      | KTM       | 184   |
| 9    | Alessandro Botturi  | HM Honda  | 176   |
| 10   | Anders Eriksson     | BMW       | 170   |

#### Costruttori
| Pos. | Costruttore | Punti |
| ---- | ----------- | ----- |
| 1    | KTM         | 355   |
| 2    | Husqvarna   | 298   |
| 3    | Gas Gas     | 297   |
| 4    | Aprilia     | 271   |
| 5    | Husaberg    | 189   |
| 6    | HM Honda    | 179   |
| 7    | TM          | 112   |
| 8    | Beta        | 61    |
| 9    | Honda       | 41    |
| 10   | Yamaha      | 35    |